# Васкрсија Јањић
Васкрсија Јањић (Ламовита, код Приједора, 30. април 1944 — Београд, 13. октобар 2020) био је српски стручњак из области фитофармације, професор Пољопривредног факултета Универзитета у Бањалуци и Пољопривредног факултета Универзитета у Београду и члан Академије наука и умјетности Републике Српске.

## Биографија
Рођен је 1944. у Ламовитој. Основну је завршио у родном мјесту, а средњу у Бањалуци. Дипломирао је на Пољопривредном факултету универзитета у Београду, и магистрирао на истом 1970. године. Био је први магистар фитофармације у бившој Југославији. Од 1968. је радио у Заводу за пестициде Института за примену нуклеарне енергије у пољопривреди, ветеринарству и шумарству (ИНЕП) Земун. На Пољопривредном факултету Универзитета у Београду је 1971. постао асистент, 1975. је докторирао, а 1992. постао редовни професор. Научни сарадник Пољопривредног факултета у Београду је постао 1976, затим виши научни сарадник 1981. а научни савјетник 1987. године. Био је руководилац више пројеката Министарства за науку и технологију Владе Републике Србије. Председник је Херболошког друштва Србије, као и члан Друштва биолога Србије, Друштва за физиологију биљака Србије, Друштва за заштиту биља Србије и других. Редовни професор Пољопривредног факултета Универзитета у Бањалуци је постао 1993. године. Један је од уредника часописа Агрознање, који издаје Пољопривредни факултет Универзитета у Бањалуци. Члан је Академије инжењерских наука Србије, затим више научних одбора из области биотехнологије и биологије при Министарству за науку Републике Србије. Дописни члан Академије наука и умјетности Републике Српске је постао 27. јуна 1997, а редовни 21. јуна 2004. године. Био је потпредседник Академије наука и умјетности Републике Српске у два мандата.
Преминуо је 13. октобра 2020. године у Београду.

## Награде
- Октобарска награда за науку града Београда
- Октобарске награде за науку Земуна
- Априлска награда Универзитетског одбора Савеза студената Универзитета у Београду

## Дјела (библиографија)
- Јањић Васкрсија; Којић, М: Отровне биљке, Научна књига, Београд, (1991)
- Јањић Васкрсија: Истраживања природе и деловање хербицида
- Јањић Васкрсија: Триазински хербициди, Пољопривредни факултет Универзитета у Бањалуци, Бањалука, (1998)